# 陈天池

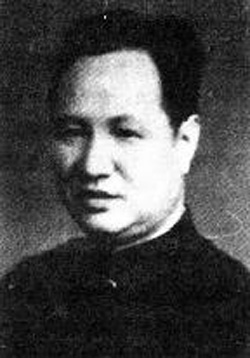

陈天池（1918年7月4日—1968年12月20日），男，浙江诸暨人，中国化学家。

## 生平
陈天池于1918年7月4日生于浙江省诸暨县。6岁时，入诸暨县店口紫北小学。1930年，考入浙江省杭州崇文中学。1933年，考入江苏省立上海中学高中。1936年，考入北平燕京大学化学系。1938年，进入昆明西南联合大学化学系二年级学习。1941年毕业后，留校担任西南联合大学化学系助教。1946年，考取公费留美生，赴美国路易斯安娜州立大学研究院学习。仅用两年半时间，便先后获得硕士及博士学位。1949年，到科罗拉多州立大学研究院任研究员，同年参加世界科学工作者协会。
中华人民共和国成立后，1950年9月，陈天池回到中国，应老师杨石先教授邀请，赴南开大学任教。1951年至1968年，任南开大学化学系教授、分析化学教研室主任、副系主任。陈天池主要研究有机磷化学，为中国有机磷农药的发展起到了促进作用。1958年，在杨石先教授指导下，陈天池建立了“敌百虫”和“马拉硫磷”两个农药车间。1960年至1962年，任南开大学物理二系党总支书记兼系主任。1962年10月，杨石先在南开大学建立了高等院校中第一个化学专业研究机构——元素有机化学研究所，具体工作由陈天池主持。1962年至1968年，陈天池任南开大学元素有机化学研究所党总支书记兼副所长。1963年至1968年，任中国化学会第二十届理事会常务理事兼副秘书长。
文化大革命期间，陈天池被指责为“特务”、“里通外国”。1968年12月20日，陈天池在天津自杀身亡。